# ジェムスターTVガイド・インターナショナル
ジェムスターTVガイド・インターナショナル・インク（Gemstar-TV Guide International Inc.）は、アメリカ合衆国カリフォルニア州ハリウッドに本拠地を置く、世界的に展開していた大手EPGサービス会社であり、Gコード並びにGガイドの開発元である。創業者は中国系アメリカ人のヘンリー・ユェン（en）。
2007年にマクロヴィジョン・インク（のちのロヴィ・コーポレーション、現在のTiVoコーポレーション）に買収され、翌2008年に同社に合併され消滅した。
日本ではジェムスターが資本参加していた株式会社インタラクティブ・プログラム・ガイド（現：株式会社IPG）が、同社の技術を利用してGガイドサービスを行っている。